# 顺会乡
顺会乡，是中华人民共和国山西省吕梁市岚县下辖的一个乡镇级行政单位。

## 行政区划
顺会乡下辖以下地区：
顺会村、牛湾子村、刘衬会村、李衬会村、会河村、白家庄村、舍安村、于湾村、崖底村、戊子村和宗家沟村。